# Глобікова
Глобікова (пол. Głobikowa) — село в Польщі, у гміні Дембиця Дембицького повіту Підкарпатського воєводства.
Населення — 562 особи (2011).
У 1975-1998 роках село належало до Тарновського воєводства.

## Демографія
Демографічна структура станом на 31 березня 2011 року:
|          | Загалом | Допрацездатний вік | Працездатний вік | Постпрацездатний вік |
| -------- | ------- | ------------------ | ---------------- | -------------------- |
| Чоловіки | 293     | 73                 | 188              | 32                   |
| Жінки    | 269     | 68                 | 147              | 54                   |
| Разом    | 562     | 141                | 335              | 86                   |